# Linha Verde do Metrô do Distrito Federal (Brasil)
A Linha Verde: Central ↔ Terminal Ceilândia é uma das linhas em operação do Metrô do Distrito Federal, inaugurada no dia 17 de agosto de 1998. Estende-se por cerca de 33,5 km. A cor distintiva da linha e que lhe dá nome é o verde.
Possui um total de 23 estações em operação, das quais 11 são subterrâneas e 12 são superficiais. Além destas, mais 2 estações encontram-se em construção e outras 13 estão planejadas. As estações entre a Estação Central e a Estação Águas Claras possibilitam integração com a Linha Laranja.
A linha é operada pela Companhia do Metropolitano do Distrito Federal (Metrô DF). Atende as regiões administrativas de Brasília, Guará, Águas Claras, Taguatinga e Ceilândia.

## Estações
| Nome                 | Inauguração            | Região administrativa | Integração | Posição     | Latitude      | Longitude     |
| -------------------- | ---------------------- | --------------------- | ---------- | ----------- | ------------- | ------------- |
| Central              | 31 de março de 2001    | Brasília              |            | Subterrânea | 15° 47' 36" S | 47° 53' 03" O |
| Galeria              | 31 de março de 2001    | Brasília              |            | Subterrânea | 15° 47' 56" S | 47° 53' 04" O |
| 102 Sul              | 4 de junho de 2009     | Brasília              |            | Subterrânea | 15° 48' 20" S | 47° 53' 22" O |
| 104 Sul              | Em obras               | Brasília              |            | Subterrânea | 15° 48' 38" S | 47° 53' 38" O |
| 106 Sul              | 16 de Setembro de 2020 | Brasília              |            | Subterrânea | 15° 48' 54" S | 47° 53' 55" O |
| 108 Sul              | 12 de abril de 2008    | Brasília              |            | Subterrânea | 15° 49' 09" S | 47° 54' 13" O |
| 110 Sul              | 16 de Setembro de 2020 | Brasília              |            | Subterrânea | 15° 49' 21" S | 47° 54' 33" O |
| 112 Sul              | 9 de maio de 2009      | Brasília              |            | Subterrânea | 15° 49' 37" S | 47° 54' 52" O |
| 114 Sul              | 31 de março de 2001    | Brasília              |            | Subterrânea | 15° 49' 51" S | 47° 55' 12" O |
| Terminal Asa Sul     | 17 de agosto de 1998   | Brasília              |            | Superfície  | 15° 50' 13" S | 47° 55' 57" O |
| Shopping             | 17 de agosto de 1998   | Brasília              |            | Superfície  | 15° 49' 56" S | 47° 57' 02" O |
| Feira                | 17 de agosto de 1998   | Guará                 |            | Superfície  | 15° 49' 23" S | 47° 58' 30" O |
| Guará                | 10 de maio de 2010     | Guará                 |            | Subterrânea | 15° 49' 35" S | 47° 59' 01" O |
| Arniqueiras          | 5 de fevereiro de 2002 | Águas Claras          |            | Superfície  | 15° 50' 12" S | 48° 01' 01" O |
| Águas Claras         | 17 de agosto de 1998   | Águas Claras          |            | Superfície  | 15° 50' 24" S | 48° 01' 41" O |
| Concessionárias      | 11 de maio de 2004     | Águas Claras          | -          | Superfície  | 15° 50' 06" S | 48° 02' 19" O |
| Estrada Parque       | 6 de janeiro de 2020   | Águas Claras          | -          | Superfície  | 15° 49' 56" S | 48° 02' 42" O |
| Praça do Relógio     | 17 de agosto de 1998   | Taguatinga            | -          | Subterrânea | 15° 50' 00" S | 48° 03' 23" O |
| Onoyama              | Em obras               | Taguatinga            | -          | Subterrânea | 15° 50' 04" S | 48° 04' 39" O |
| Centro Metropolitano | 24 de julho de 2006    | Taguatinga            | -          | Superfície  | 15° 50' 07" S | 48° 05' 10" O |
| Ceilândia Sul        | 24 de julho de 2006    | Ceilândia             | -          | Superfície  | 15° 50' 16" S | 48° 06' 11" O |
| Guariroba            | 16 de abril de 2008    | Ceilândia             | -          | Superfície  | 15° 49' 49" S | 48° 06' 26" O |
| Ceilândia Centro     | 16 de abril de 2008    | Ceilândia             | -          | Subterrânea | 15° 49' 20" S | 48° 06' 43" O |
| Ceilândia Norte      | 16 de abril de 2008    | Ceilândia             | -          | Superfície  | 15° 48' 53" S | 48° 06' 58" O |
| Terminal Ceilândia   | 16 de abril de 2008    | Ceilândia             | -          | Superfície  | 15° 48' 20" S | 48° 07' 16" O |